# Preben Philipsen
Pour les articles homonymes, voir Philipsen.
Constantin Preben Philipsen (né le 18 janvier 1910 à Copenhague, mort le 21 septembre 2005 à Klampenborg) est un producteur de cinéma danois.

## Biographie
Preben Philipsen est le fils du producteur et réalisateur Constantin Philipsen, fondateur de Rialto Film. Le 1er avril 1950, il fonde avec Waldfried Barthel à Francfort-sur-le-Main une société de distribution de film qu'il baptise du prénom commun avec son père Constantin Film.
Grâce à ses bons contacts avec la compagnie de cinéma américaine United Artists, Constantin Filmverleih est le distributeur exclusif des films United Artists dans les salles de cinéma allemandes. Le premier est La Ruée vers l'or de Charlie Chaplin en 1950.
Philipsen est président de Constantin pendant cinq ans. Après qu'un partenaire étranger n'est plus obligatoire en Allemagne, Philipsen démissionne en 1955. Il revient à Rialto Film. Il produit des films scandinaves et allemands, entretenant des relations étroites avec Constantin Filmverleih.
En 1959, il acquiert les droits de deux romans d'Edgar Wallace. Pour le compte de Constantin Film Munich, il produit La Grenouille attaque Scotland Yard et pour Prisma-Filmverleih Scotland Yard contre Cercle rouge. C'est avec ces productions germano-danoises que débute le succès des adaptations des romans d'Edgar Wallace.
Il obtient de Penelope Wallace, la fille de l'écrivain décédé, en exclusivité les droits sur l'ensemble des romans d'Edgar Wallace. Lors du tournage de Scotland Yard contre le Masque (de), il fonde le 18 août 1960 à Francfort-sur-le-Main, Rialto Film Preben Philipsen Filmproduktion- und Filmvertriebs GmbH, avec un capital-actions de 20 000 Deutsche Marks. Les directeurs généraux sont Philipsen et Franz Sulley.
Le 1 er novembre 1960, il nomme Horst Wendlandt responsable de la production de Prisma Verleih. Lorsque Prisma Verleih cesse ses activités en 1961, Wendlandt devient le directeur de la production de Rialto Film en tant que successeur de Horst Beck. La même année, Wendlandt est co-partenaire et succède à Sulley à côté de Philipsen. En 1962, le siège de la société est transféré à Berlin-Ouest.
Contrairement à Wendlandt, Philipsen se met au fil des ans plus en retrait. Le 4 février 1976, le Bundesanzeiger annonce que Preben Philipsen prend sa retraite de la société Rialto Film Preben Philipsen Berlin/West et que son pour ordre pour Rialto Film Preben Philipsen GmbH. & Co. KG Berlin/West est expiré.

## Filmographie
- 1949 : Nous voulons un enfant
- 1951 : Nålen (da)
- 1951 : Kvinnan bakom allt
- 1951 : Alt dette og Island med (da)
- 1957 : Call-girls
- 1958 : Der Mann, der nicht nein sagen konnte (de)
- 1958 : Un môme sur les bras
- 1958 : Mor skal giftes (da)
- 1959 : Tre må man være (da)
- 1959 : Kærlighedens melodi (da)
- 1959 : La Grenouille attaque Scotland Yard
- 1959 : Pigen i søgelyset (da)
- 1960 : Gymnasiepigen (da)
- 1960 : Scotland Yard contre Cercle rouge
- 1960 : Scotland Yard contre le masque (de)
- 1961 : Komtessen
- 1961 : Le Narcisse jaune intrigue Scotland Yard
- 1961 : Der Fälscher von London
- 1961 : Jetpiloter (da)
- 1961 : Harry et son valet
- 1961 : Unser Haus in Kamerun (de)
- 1962 : Weekend
- 1962 : Ich bin auch nur eine Frau
- 1963 : Støvsugerbanden (da)
- 1963 : L'Énigme du serpent noir
- 1963 : Le Crapaud masqué
- 1963 : Das indische Tuch
- 1963 : Hvad med os? (da)
- 1964 : Tine (da)
- 1964 : Don Olsen kommer til byen (da)
- 1965 : Jensen længe leve! (da)
- 1965 : Der unheimliche Mönch
- 1966 : Nu stiger den (da)
- 1967 : Tre mand frem for en trold (da)
- 1967 : La Main de l'épouvante
- 1967 : Det er ikke appelsiner - det er heste (da)
- 1970 : Løgneren (da)
- 1971 : La Morte de la Tamise
- 1972 : Willi wird das Kind schon schaukeln (de)
- 1974 : Nøddebo Præstegård (da)
- 1974 : Skipper & Co. (da)
- 1974 : Sønnen fra Vingården (da)
- 1975 : Bejleren - en jysk røverhistorie (da)